# آ لورنتزية
آ لورنتزية (الاسم العلمي: Aa lorentzii) هو نوع، في جنس آ، وضع التسمية العلمية رودولف شليتشتر، وذلك في  1920.